# Hengam
Hengam (persisch جزیره هنگام) ist eine im Persischen Golf liegende iranische Insel, die sich 2 km südlich von der Insel Qeschm befindet. Hengam hat eine Fläche von 36,6 km², ist hauptsächlich kalkhaltig und tiefliegend. Der höchste Punkt der Insel ist mit rund 106 Metern der Nakas-Berg. 
Die vorrangige Wirtschaftstätigkeit ist die Fischerei, obwohl es auch Tourismus und Besichtigungen auf der Insel gibt. Die wichtigsten Sehenswürdigkeiten sind die englischen Hafengebäude sowie die Kohlelagerung. Entlang der Insel können Wracks von portugiesischen Schiffen besichtigt werden. Vom Strand aus können Wassertiere wie Schildkröten, Delfine, Korallen und Haie gesehen werden.

## Weblinks

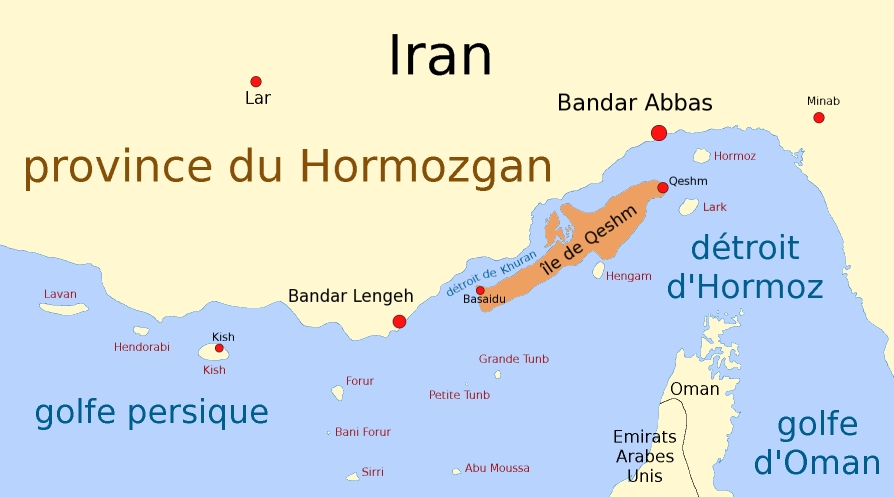
Hengam, südlich direkt unter Qeschm (eingefärbt)